# 寿虎屋酒造
寿虎屋酒造株式会社（ことぶきとらやしゅぞう）とは、江戸時代享保年間(1715～)に創業された山形県の清酒製造業を行う酒蔵である。 千代寿虎屋酒造株式会社の本家となる。

## 特徴
東に蔵王山脈、西に秀峰月山を遠望するジブリ映画「おもひでぽろぽろ」の舞台である高瀬地区に位置する。仕込み水は蔵王山系高瀬川伏流地下水(軟水）を使用、製法は生酛山廃造りの他、一部商品には、かけ米を一切使用せず全て麹米を使用する全麹使用速醸酒母造りという全国でも珍しい醸し出しを行う。 

## 沿革
江戸時代享保年間創業。昭和15年（1940年）「虎屋」中興の祖とされる大沼保吉（元山形市長、山形商工会議所会頭、初代名誉市民）は当時「虎屋」第3工場であった寒河江工場を次男に分家して独立させる（現在の千代寿虎屋酒造株式会社）。同時に本家を「寿虎屋酒造」と命名する。昭和37 年（1962年） 寿虎屋酒造の第2工場に第1工場を併合拡大して山形市中心部の七日町に地下1階地上3階1200坪の新工場を設立する。市政100周年をむかえた平成元年に山形市の繁華街から郊外へと移転し、蔵を一新し、現在の敷地面積約6000 坪、建坪約2000坪の工場を新設する。

## 歴代社長
- 初代：俗名不明（戒名：行誉念正居士）
- 2代：大沼勘四郎
- 3代：大沼勘四郎利明
- 4代：大沼勘四郎福明
- 5代：大沼勘四郎
- 6代：大沼勘四郎
- 7代：大沼金治
- 8代：大沼保吉（第10代山形市長、名誉市民第1号）
- 9代：大沼勘四郎
- 10代：大沼英一
- 11代：大沼幹雄

## 受賞歴
- 「大吟醸 寿久蔵」

平成30年全国新酒鑑評会金賞受賞・ 平成30年東北清酒鑑評会優等賞受賞のダブル受賞。
- 「純米吟醸 霞城寿 出羽燦々」

純米酒大賞2017純米吟醸酒の部最高金賞受賞。 平成30年「GI山形」山形県研醸会きき酒会（市販純米酒～純米大吟醸酒）杜氏・蔵人達が選ぶ良い酒第１位に選出。「誉酒」となる。 

## 関連する人物
- 大沼保吉（第8代寿虎屋酒造社長、第10代山形市長、名誉市民第1号）
- 大沼勘四郎（第9代寿虎屋酒造社長）
- 大沼保昭（東京大学名誉教授）
- 大沼瑞穂（国会議員）
- 正田陽一（東京大学名誉教授・上皇后美智子の従兄）
- 大沼貞蔵（医師、医学博士、（社）山形県医師会初代会長）
- 大沼貞雄 (医師、医学博士、（社）山形市医師会会長)
- 大沼保義（千代寿虎屋酒造株式会社3代目代表取締役社長）

## 公式ホームページ
・寿虎屋酒造株式会社公式ホームページ